# Ptilinopus melanospilus
Ptilinopus melanospilus е вид птица от семейство Гълъбови (Columbidae).

## Разпространение
Видът е разпространен в Индонезия, Малайзия и Филипините.